# Mistrovství České republiky v orientačním běhu štafet
Mistrovství České republiky v orientačním běhu štafet je pořádáno každoročně od roku 1993 a navazuje na předcházející Mistrovství Československa. Spolu s klasickou tratí se jedná o nejstarší disciplínu mistrovství domácího i světového.
Původně bylo zpravidla pořádáno spolu s MČR na klasické trati, později začal převažovat víkendový dvojzávod s MČR klubů.
Štafety jsou vypisovány v kategoriích D21 – ženy, H21 – muži, D18 – dorostenky a H18 – dorostenci a ve všech kategoriích startují ve štafetě vždy tři závodníci stejného klubu (u dorostu je možný start jednoho hostujícího závodníka z jiného klubu). Specifikum štafet v orientačním běhu je rozdělovací metoda tratí, kdy v zájmu regulérnosti je používána taková rozdělovací metoda, která umožňuje vytvořit co nejvíce variant tratí tak, aby měl každý závodník pokud možno jedinečnou kombinaci pořadí kontrol na trati, ale zároveň všechny štafety v dané kategorii měly výslednou celkovou délku trati shodnou. Tyto rozdělovací metody jsou původem ze Skandinávie, především Švédska a nejrozšířenější je metoda Farsta.
Součástí závodu je také Veteraniáda ČR.

## Přehled závodů MČR štafet
| Mistrovství České republiky | Mistrovství České republiky | Mistrovství České republiky        | Mistrovství České republiky      | Mistrovství České republiky | Mistrovství České republiky | Mistrovství České republiky | Mistrovství České republiky              | Mistrovství České republiky                      | Mistrovství České republiky | Mistrovství České republiky |
| Ročník                      | Datum závodu                | Pořadatel                          | Místo konání                     | Název mapy                  | Ředitel                     | Hlavní rozhodčí             | Stavitelé tratí                          | Web závodu                                       | DB ORIS                     | Poznámka                    |
| --------------------------- | --------------------------- | ---------------------------------- | -------------------------------- | --------------------------- | --------------------------- | --------------------------- | ---------------------------------------- | ------------------------------------------------ | --------------------------- | --------------------------- |
| MČR 1993                    | 26. 9. 1993                 | Sportcentrum Jičín                 | Trutnov • aréna                  | Na Bojišti                  |                             |                             | Ladislav Hrubý, Petr Kraus               |                                                  |                             | + Lokomotiva Trutnov        |
| MČR 1994                    | 18. 9. 1994                 | VSK VŠB TU Ostrava                 | Vidnava • aréna                  | Vidnava                     | Martin Hájek                | Milan Binčík                | M. Janků, P. Košárek                     |                                                  |                             |                             |
| MČR 1995                    | 16. 9. 1995                 | SK Žabovřesky Brno                 | Ochoz u Brna • aréna             | Malý lesík                  | Jan Dittrich                | Jiří Urválek                | Libor Adámek                             |                                                  |                             |                             |
| MČR 1996                    | 22. 9. 1996                 | OK Jiskra Nový Bor                 | Sosnová u České Lípy • aréna     | Sosnová                     |                             |                             | Jaroslav Křtěnský                        |                                                  |                             |                             |
| MČR 1997                    | 28. 9. 1997                 | KOS TJ Tesla Brno                  | Řásná u Telče • aréna            | Javořice 837                |                             |                             | Jiří Urválek                             |                                                  |                             |                             |
| MČR 1998                    | 3. 10. 1998                 | SK Žabovřesky Brno                 | Vílanec u Jihlavy • aréna        | Verdun                      |                             |                             | Libor Zřídkaveselý                       |                                                  |                             |                             |
| MČR 1999                    | 25. 9. 1999                 | OK Lokomotiva Pardubice            | Slatiňany • aréna                | Kočičí hrádek               |                             |                             | Jan Kaplan                               |                                                  |                             |                             |
| MČR 2000                    | 1. 10. 2000                 | SKOB Zlín                          | Rusava • aréna                   | Ondřejovsko                 | Petr Pernička               |                             | Antonín Kusbach                          |                                                  |                             |                             |
| MČR 2001                    | 29. 9. 2001                 | TJ Jiskra Havlíčkův Brod           | Lipnice nad Sázavou • aréna      | Lipnice                     | Miloslav Čejka              | Zdeněk Kopecký              | Miroslav Seidl                           | www                                              |                             | + VŠTJ Ekonom Praha         |
| MČR 2002                    | 21. 9. 2002                 | OK Slavia Hradec Králové           | Brzice • aréna                   | Běluňka                     |                             |                             | Michal Jedlička                          | www                                              |                             |                             |
| MČR 2003                    | 4. 10. 2003                 | Oddíl OS SK Prostějov              | Suchý • aréna                    | Věchtěnec                   |                             |                             |                                          |                                                  |                             |                             |
| MČR 2004                    | 2. 10. 2004                 | OK Sparta Praha                    | Hájovna Kolna • aréna            | Údolí ticha                 | Michal Hojný                | Zdenek Procházka            | Jan Boudný                               | www Archivováno 25. 5. 2018 na Wayback Machine.  |                             |                             |
| MČR 2005                    | 24. 9. 2005                 | OK Slavia Hradec Králové           | Chvaleč • aréna                  | Celestýn                    | Karel Toužil                | Jan Netuka                  | Michal Jedlička                          | www                                              |                             |                             |
| MČR 2006                    | 30. 9. 2006                 | OK 99 Hradec Králové               | Vyhnánov • aréna                 | Liščí hora                  | Petr Samek                  | Tomáš Kunart                | Petr Vítek                               | www Archivováno 13. 11. 2007 na Wayback Machine. |                             |                             |
| MČR 2007                    | 29. 9. 2007                 | Orientační Běh Opava               | Větřkovice • aréna               | Březová 2007                | Luděk Pavelek               | Miroslav Hadač              | Luděk Valík                              | www                                              |                             |                             |
| MČR 2008                    | 27. 9. 2008                 | Oddíl OS SK Prostějov              | Malé Hradisko • aréna            | Chmelík                     | Vlastimil Uchytil           | Dušan Vystavěl              | Daniel Vláčil, Petr Hynek                | www                                              |                             |                             |
| MČR 2009                    | 3. 10. 2009                 | Sportcentrum Jičín                 | Ostružno • aréna                 | Řáholec – Sklář             | Jaroslav Havlík             | Tomáš Kalenský              | Jaroslav Havlík, Zdeněk Koťátko          | www                                              |                             |                             |
| MČR 2010                    | 25. 9. 2010                 | SK Praga                           | Buk u Příbrami • aréna           | Liščí bouda - jih           | Petr Baldrian               | Vladimír Attl               | Ondřej Sysel                             | www[nedostupný zdroj]                            |                             |                             |
| MČR 2011                    | 8. 10. 2011                 | Klub vytrvalostních sportů Šumperk | Pavlov - hájenka Střítež • aréna | Srnčí hřbet                 | Pavel Paloncý               | Jakub Halama                | Zdeněk Janů, Lukáš Růžička               | www                                              |                             |                             |
| MČR 2012                    | 6. 10. 2012                 | SK Žabovřesky Brno                 | Ochoz u Brna • aréna             | Malý lesík                  | David Kabáth                | Libor Zřídkaveselý          | Jan Zháňal                               | www                                              |                             |                             |
| MČR 2013                    | 28. 9. 2013                 | OOB TJ Tatran Jablonec n. N.       | Mšeno nad Nisou - Břízky • aréna | Břízky západ                | Zdeněk Zuzánek              | Přemek Škoda                | Jan Picek, Dušan Novotný, Zdeněk Zuzánek |                                                  | 2241                        |                             |
| MČR 2014                    | 11. 10. 2014                | KOS Slavia Plzeň                   | Starý Plzenec • aréna            | Radyně                      | Ondřej Hašek                | Aleš Richtr                 | Václav Bohuslav                          | www                                              | 2293                        |                             |
| MČR 2015                    | 10. 10. 2015                | SKOB Zlín                          | Vracov • aréna                   | Vracovské duny              | Tomáš Podmolík              | Monika Krejčíková           | Jan Šidla                                | www                                              | 2720                        |                             |
| MČR 2016                    | 8. 10. 2016                 | OK Jiskra Nový Bor                 | Dolní Prysk • aréna              | Šenovský vrch               | Miroslav Beránek            | Tomáš Vácha                 | Petr Karvánek                            | www Archivováno 6. 1. 2018 na Wayback Machine.   | 3033                        |                             |
| MČR 2017                    | 7. 10. 2017                 | Klub vytrvalostních sportů Šumperk | Moravský Karlov • aréna          | Moravský Karlov             | Pavel Paloncý               | Petr Turczer                | Zdeněk Janů st.                          | www                                              | 3546                        |                             |
| MČR 2018                    | 13. 10. 2018                | VŠTJ Ekonom Praha                  | Krajníčko • aréna                | Helfenburk                  | Jan Pecka                   | Radim Ondráček              | Libuše Fantová                           | www                                              | 3984                        | + OOB TJ Sokol Pražák       |
| MČR 2019                    | 5. 10. 2019                 | SK Praga                           | Tis u Blatna • aréna             | Blatenský svah              | Tomáš Landovský             | Ondřej Sysel                | Jakub Veselý                             | www                                              | 4308                        |                             |
| MČR 2020                    | 10. 10. 2020                | Orientační Běh Opava               | Jakubčovice - Honův mlýn • aréna | Klokoč 2020                 | Jan Peřinka                 | Luděk Valík                 | Miroslav Hadač                           | www                                              | 5183                        |                             |
| MČR 2021                    | 9. 10. 2021                 | Orientační Běh Opava               | Kobylá nad Vidnavkou • aréna     | Venušiny Misky 2021K        | Jan Peřinka                 | Miroslav Hadač              | Luděk Valík                              | www                                              | 6030                        |                             |
| MČR 2022                    | 8. 10. 2022                 | OK 99 Hradec Králové               | Výšinka • aréna                  | Studánka U seníku           | Karim Azeb                  | Jan Panchártek              | Zdeněk Šabatka, Petr Losman              | www                                              | 5562                        |                             |
| MČR 2023                    | 14. 10. 2023                | OK Lokomotiva Pardubice            | Krouna • aréna                   | Krounka západ               | Kamil Pipek                 | Lukáš Hovorka               | Šimon Mareček                            | www                                              | 6817                        |                             |
| MČR 2024                    | 5. 10. 2024                 | SKOB Zlín                          | Vacenovice • aréna               | Habánský kopec              | Tomáš Podmolík              | Roman Zbranek               | Evžen Pekárek, Iva Kavánková             | www                                              | 7512                        |                             |

## Přehled medailistů MČR štafet
| Medailisté Mistrovství České republiky štafet | Medailisté Mistrovství České republiky štafet               | Medailisté Mistrovství České republiky štafet                        | Medailisté Mistrovství České republiky štafet                        | Medailisté Mistrovství České republiky štafet                           | Medailisté Mistrovství České republiky štafet                                | Medailisté Mistrovství České republiky štafet                                      | Medailisté Mistrovství České republiky štafet                                                                                      |
|                                               |                                                             | Muži                                                                 | Muži                                                                 | Muži                                                                    | Ženy                                                                         | Ženy                                                                               | Ženy |
| Rok                                           | Pořadatel, místo                                            | Zlatá medaile                                                        | Stříbrná medaile                                                     | Bronzová medaile                                                        | Zlatá medaile                                                                | Stříbrná medaile                                                                   | Bronzová medaile |
| --------------------------------------------- | ----------------------------------------------------------- | -------------------------------------------------------------------- | -------------------------------------------------------------------- | ----------------------------------------------------------------------- | ---------------------------------------------------------------------------- | ---------------------------------------------------------------------------------- | --- |
| MČR 1993                                      | Sportcentrum Jičín Trutnov                                  | USK Praha Tomáš Prokeš Pavel Horák Petr Kozák                        | SKOB Zlín Evžen Pekárek Jan Šidla Tomáš Podmolík                     | USK Praha Vít Pospíšil Martin Škvor Tomáš Doležal                       | Slezská univerzita Ostrava Marcela Kubatková Mária Honzová Jana Cieslarová   | USK Praha Olga Jirsová Kristýna Šimůnková Šárka Valášková                          | USK Praha Erika Pařízková Silvie Košková Markéta Novotná                                                                           |
| MČR 1994                                      | VSK VŠB TU Ostrava Vidnava                                  | SKOB Zlín Jan Šidla Martin Sadílek Tomáš Podmolík                    | USK Praha Kamil Arnošt Petr Bořánek Václav Zakouřil                  | SK OK 24 Praha Luboš Semík Martin Tichovský Aleš Macháček               | OK Jiskra Nový Bor Kateřina Tichá Věra Utinková Olga Jirsová                 | USK Praha Alena Wdówková Martina Horáčková Kristýna Bořánková                      | SOOB Spartak Rychnov n.Kn. Eva Bártová Marcela Klapalová Jana Kuncová                                                              |
| MČR 1995                                      | SK Žabovřesky Brno Ochoz u Brna                             | Dukla Liberec Vít Pospíšil Petr Bořánek Tomáš Prokeš                 | VSK VŠB TU Ostrava Richard Klech Pavel Košárek Marek Janků           | Silicon Graphics Brno Eduard Štěrbák Martin Štěpánek Libor Zřídkaveselý | OK 99 Hradec Králové Hana Ryglová Iva Navrátilová Petra Novotná              | Silicon Graphics Brno Ada Kuchařová Lenka Čechová Kateřina Pracná                  | USK Praha Martina Horáčková Marie Dvorská Šárka Valášková                                                                          |
| MČR 1996                                      | OK Jiskra Nový Bor Sosnová u České Lípy                     | Dukla Liberec Libor Zřídkaveselý Tomáš Prokeš Rudolf Ropek           | USK Praha Tomáš Zakouřil Václav Zakouřil Kamil Arnošt                | USK Praha Pavel Horák Petr Bořánek Jan Gajda                            | Slezská univerzita Ostrava Mária Honzová Iveta Liberdová Jana Cieslarová     | USK Praha Kristýna Bořánková Martina Horáčková Šárka Valášková                     | SKOB Ostrava Gabriela Orálková Pavla Fialová Eva Juřeníková                                                                        |
| MČR 1997                                      | SK Žabovřesky Brno Řásná u Telče                            | USK Praha Petr Kozák Petr Bořánek Michal Jedlička                    | OK 99 Hradec Králové Aleš Drahoňovský Radek Novotný Martin Macek     | Dukla Liberec Libor Zřídkaveselý Tomáš Prokeš Rudolf Ropek              | TJ TŽ Třinec Mária Honzová Iveta Navrátilová Jana Cieslarová                 | SKOB Ostrava Gabriela Orálková Bohdana Térová Eva Juřeníková                       | SOOB Spartak Rychnov n.Kn. Jana Kuncová Eva Bártová Marcela Klapalová SK OK 24 Praha Magdalena Ryšavá Hana Lejsková Petra Hlinková |
| MČR 1998                                      | SK Žabovřesky Brno Vílanec u Jihlavy                        | OK 99 Hradec Králové Aleš Drahoňovský Radek Novotný Petr Losman      | KOS TJ Tesla Brno Robert Heczko Radovan Čech Marián Dávidík          | OK Slavia Hradec Králové Lukáš Svoboda Jiří Paclík David Hepner         | KOS TJ Tesla Brno Kateřina Pracná Martina Schindlerová Zdenka Stará          | OK 99 Hradec Králové Kateřina Novotná Marcela Kubatková Iva Navrátilová            | VSK VŠB TU Ostrava Kateřina Heczková Pavla Sedlářová Barbora Chudíková                                                             |
| MČR 1999                                      | OK Lokomotiva Pardubice Slatiňany                           | Dukla Liberec Libor Zřídkaveselý Michal Jedlička Rudolf Ropek        | OK 99 Hradec Králové Martin Macek Radek Novotný Petr Losman          | KOS TJ Tesla Brno Radovan Čech Martin Štěpánek Marián Dávidík           | TJ TŽ Třinec Michaela Przyczková Mária Honzová Jana Cieslarová               | KOS TJ Tesla Brno Zuzana Macúchová Martina Schindlerová Zdenka Stará               | SOOB Spartak Rychnov n.Kn. Ivana Filipová Jana Kuncová Marcela Klapalová                                                           |
| MČR 2000                                      | SKOB Zlín Rusava                                            | Dukla Liberec Miroslav Seidl Michal Jedlička Rudolf Ropek            | USK Praha Vít Pospíšil Luboš Matějů Vladimír Lučan                   | Sportcentrum Jičín Jiří Kazda Zdeněk Zikmund Radek Ticháček             | SOOB Spartak Rychnov n.Kn. Katarína Libantová Jana Kuncová Marcela Klapalová | KOS TJ Tesla Brno Zuzana Macúchová Vendula Klechová Zdenka Stará                   | OK 99 Hradec Králové Lucie Melounková Kateřina Novotná Petra Novotná                                                               |
| MČR 2001                                      | TJ Jiskra Havlíčkův Brod Lipnice nad Sázavou                | Dukla Liberec David Hepner Luboš Matějů Michal Jedlička              | USK Praha Petr Kozák Jan Kučera Vít Pospíšil                         | OK 99 Hradec Králové Michal Černý Radek Novotný Petr Losman             | KOS TJ Tesla Brno Veronika Ptáčková Zdenka Stará Vendula Klechová            | TJ TŽ Třinec Mária Kovaříková Iveta Navrátilová Michaela Przyczková                | OK 99 Hradec Králové Veronika Běhounová Petra Novotná Iva Navrátilová                                                              |
| MČR 2002                                      | OK Slavia Hradec Králové Brzice                             | SKOB Zlín Jan Šidla Tomáš Dlabaja Michal Smola                       | OK 99 Hradec Králové Martin Macek Radek Novotný Petr Losman          | Dukla Liberec Lukáš Přinda Michal Horáček Rudolf Ropek                  | OK 99 Hradec Králové Petra Novotná Iva Rufferová Iva Navrátilová             | TJ TŽ Třinec Mária Kovaříková Kateřina Nováková Michaela Przyczková                | OK Lokomotiva Pardubice Marta Štěrbová Lenka Klimplová Martina Dočkalová                                                           |
| MČR 2003                                      | Oddíl OS SK Prostějov Suchý                                 | OK 99 Hradec Králové Michal Černý Jaromír Vlach Petr Losman          | SKOB Zlín Petr Váňa Martin Sadílek Tomáš Dlabaja                     | SK Praga Michal Matějů Jan Procházka Luboš Matějů                       | OK Lokomotiva Pardubice Petra Škodová Martina Dočkalová Marta Štěrbová       | Sportcentrum Jičín Magdalena Kolářová Radka Brožková Dana Brožková                 | Oddíl OB Kotlářka Lucie Waldová Kristýna Kovářová Zuzana Stehnová                                                                  |
| MČR 2004                                      | OK Sparta Praha Hájovna Kolna                               | OK 99 Hradec Králové Tomáš Novotný Petr Zvěřina Petr Losman          | OK Slavia Hradec Králové David Hepner Václav Komanec Michal Jedlička | Sportcentrum Jičín Jan Palas Radek Ticháček Jan Vodička                 | KOS TJ Tesla Brno Vendula Klechová Zdenka Stará Zuzana Macúchová             | OK Lokomotiva Pardubice Veronika Krčálová Martina Dočkalová Marta Štěrbová         | Sportcentrum Jičín Magdalena Kolářová Radka Brožková Dana Brožková                                                                 |
| MČR 2005                                      | OK Slavia Hradec Králové Chvaleč                            | SK Praga Luboš Matějů Jan Skyva Jan Procházka                        | SK Žabovřesky Brno Zdeněk Rajnošek Libor Zřídkaveselý Tomáš Dlabaja  | OK Jihlava Milan Venhoda Marek Prášil Jan Lauerman                      | OK Lokomotiva Pardubice Iveta Duchová Martina Dočkalová Marta Štěrbová       | OK 99 Hradec Králové Veronika Běhounová Kateřina Nováková Jana Panchártková        | KOS TJ Tesla Brno Zuzana Macúchová Zdenka Stará Vendula Klechová                                                                   |
| MČR 2006                                      | OK 99 Hradec Králové Vyhnánov                               | OK Slavia Hradec Králové David Hepner Václav Komanec Michal Jedlička | OK Lokomotiva Pardubice Jan Hovorka Zbyněk Štěrba Vladimír Lučan     | Sportcentrum Jičín Ondřej Kazda Štěpán Holas Jaromír Švihovský          | OK Lokomotiva Pardubice Veronika Krčálová Martina Dočkalová Marta Štěrbová   | OK 99 Hradec Králové Petra Novotná Iva Navrátilová Jana Panchártková               | OK Jiskra Nový Bor Lucie Krafková Iva Rufferová Monika Topinková                                                                   |
| MČR 2007                                      | Orientační Běh Opava Větřkovice                             | SK Praga Luboš Matějů Jan Šedivý Jan Procházka                       | SK Žabovřesky Brno Adam Chromý Zdeněk Rajnošek Tomáš Dlabaja         | SKOB Zlín Jan Šidla Lukáš Barták Michal Smola                           | OK Lokomotiva Pardubice Marta Lučanová Martina Dočkalová Iveta Duchová       | Oddíl OB Kotlářka Šárka Svobodná Simona Karochová Monika Doležalová                | Sportcentrum Jičín Romana Kalenská Radka Brožková Dana Brožková                                                                    |
| MČR 2008                                      | Oddíl OS SK Prostějov Malé Hradisko                         | SK Praga Luboš Matějů Jan Šedivý Jan Procházka                       | SKOB Zlín Jan Šidla Lukáš Barták Michal Smola                        | SK Žabovřesky Brno Jan Palas Zdeněk Rajnošek Adam Chromý                | OK Lokomotiva Pardubice Martina Dočkalová Zuzana Hermanová Iveta Duchová     | OK Slavia Hradec Králové Věra Mádlová Zuzana Stehnová Tereza Petrželová            | Sportcentrum Jičín Martina Uvizlová Romana Kalenská Dana Brožková                                                                  |
| MČR 2009                                      | Sportcentrum Jičín Ostružno                                 | SKOB Zlín Jan Šidla Lukáš Barták Michal Smola                        | SK Praga Luboš Matějů Jan Šedivý Jan Procházka                       | SK Žabovřesky Brno Zdeněk Rajnošek Adam Chromý Tomáš Dlabaja            | Oddíl OB Kotlářka Šárka Svobodná Ivana Bochenková Simona Karochová           | OK Lokomotiva Pardubice Iveta Duchová Jana Knapová Martina Dočkalová               | OK 99 Hradec Králové Vendula Doležalová Monika Topinková Jana Panchártková                                                         |
| MČR 2010                                      | SK Praga Buk u Příbrami                                     | SK Praga Luboš Matějů Jan Šedivý Jan Procházka                       | OK 99 Hradec Králové Jan Panchártek Petr Losman Pavel Kubát          | SK Žabovřesky Brno Miloš Nykodým Adam Chromý Tomáš Dlabaja              | OK Lokomotiva Pardubice Jana Knapová Iveta Duchová Martina Zvěřinová         | Sportcentrum Jičín Martina Uvizlová Radka Brožková Dana Brožková                   | OOB TJ Turnov Lucie Krafková Iva Rufferová Michaela Gomzyk Omová                                                                   |
| MČR 2011                                      | Klub vytrvalostních sportů Šumperk Pavlov - hájenka Střítež | OK 99 Hradec Králové Petr Losman Baptiste Rollier Pavel Kubát        | OOB TJ Turnov Martin Baier Petr Fodor Tomáš Dlabaja                  | SK Žabovřesky Brno Miloš Nykodým Daniel Hájek Adam Chromý               | OK Lokomotiva Pardubice Jana Knapová Martina Zvěřinová Iveta Duchová         | OOB TJ Turnov Lucie Krafková Iva Rufferová Michaela Gomzyk Omová                   | Sportcentrum Jičín Martina Uvizlová Ivana Bochenková Radka Brožková                                                                |
| MČR 2012                                      | SK Žabovřesky Brno Ochoz u Brna                             | kategorie zrušena                                                    |                                                                      |                                                                         | OOB TJ Turnov Petra Pavlovcová Iva Rufferová Michaela Gomzyk Omová           | Sportcentrum Jičín Martina Uvizlová Radka Brožková Ivana Bochenková                | OK Lokomotiva Pardubice Pavla Udržalová Jana Knapová Iveta Duchová                                                                 |
| MČR 2013                                      | OOB TJ Tatran Jablonec n. N. Mšeno nad Nisou - Břízky       | SK Praga Jan Flašar Jan Procházka Jan Šedivý                         | SK Žabovřesky Brno Adam Chloupek Miloš Nykodým Adam Chromý           | Sportcentrum Jičín Ondřej Kazda Jan Mrázek Štěpán Kodeda                | OK Lokomotiva Pardubice Martina Zvěřinová Jana Knapová Iveta Duchová         | Sportcentrum Jičín Martina Uvizlová Radka Brožková Dana Šafka Brožková             | OK Lokomotiva Pardubice Marta Fenclová Michaela Przyczková Lenka Knapová                                                           |
| MČR 2014                                      | KOS Slavia Plzeň Starý Plzenec                              | SK Praga Jan Flašar Jan Šedivý Jan Procházka                         | SK Žabovřesky Brno Adam Chloupek Adam Chromý Miloš Nykodým           | Orientační Běh Opava Boris Navrátil Filip Hadač Marek Schuster          | SOB Olomouc Adéla Jakobová Vendula Horčičková Lenka Poklopová                | SK Praga Vendula Ryšavá Martina Tichovská Martina Spurná                           | OK Lokomotiva Pardubice Zuzana Hermanová Jana Knapová Iveta Šístková                                                               |
| MČR 2015                                      | SKOB Zlín Vracov                                            | OK 99 Hradec Králové Jakub Kamenický Jan Petržela Pavel Kubát        | SK Praga Jan Flašar Jan Šedivý Jan Procházka                         | SK Žabovřesky Brno Pavel Brlica Štěpán Zimmermann Adam Chromý           | SK Žabovřesky Brno Markéta Tesařová Lenka Poklopová Eva Kabáthová            | SK Žabovřesky Brno Magdaléna Tužilová Adéla Indráková Barbora Hrušková             | SK Žabovřesky Brno Gabriela Hiršová Natalia Hiklová Kateřina Chromá                                                                |
| MČR 2016                                      | OK Jiskra Nový Bor Dolní Prysk                              | SK Žabovřesky Brno Daniel Hájek Adam Chromý Miloš Nykodým            | OK 99 Hradec Králové Petr Losman Pavel Kubát Jan Petržela            | SK Praga Jan Flašar Jan Procházka Jan Šedivý                            | SK Žabovřesky Brno Magdaléna Tužilová Barbora Hrušková Jindra Hlavová        | SK Praga Martina Matějů Martina Tichovská Adéla Jakobová                           | OK 99 Hradec Králové Daniela Čepová Monika Rollier Denisa Kosová                                                                   |
| MČR 2017                                      | Klub vytrvalostních sportů Šumperk Moravský Karlov          | OK 99 Hradec Králové Pavel Kubát Baptiste Rollier Jan Petržela       | OK Lokomotiva Pardubice Matěj Kamenický Tomáš Kubelka Radek Nožka    | SK Praga Jan Flašar Jan Procházka Jan Šedivý                            | SK Žabovřesky Brno Magdaléna Tužilová Natalia Hiklová Adéla Indráková        | SK Žabovřesky Brno Markéta Tesařová Barbora Zháňalová Jindra Hlavová               | SK Praga Zuzana Kožinová Martina Tichovská Martina Matějů                                                                          |
| MČR 2018                                      | VŠTJ Ekonom Praha Krajníčko                                 | SK Žabovřesky Brno Otakar Hirš Daniel Hájek Miloš Nykodým            | OK 99 Hradec Králové Daniel Vandas Jan Petržela Pavel Kubát          | SK Severka Šumperk Marek Schuster Martin Poklop Vojtěch Král            | SK Severka Šumperk Lenka Poklopová Anna Štičková Tereza Janošíková           | SK Žabovřesky Brno Natalia Hiklová Adéla Indráková Jindra Hlavová                  | OK 99 Hradec Králové Tereza Novotná Barbora Chaloupská Denisa Kosová                                                               |
| MČR 2019                                      | SK Praga Tis u Blatna                                       | SK Žabovřesky Brno Daniel Hájek Miloš Nykodým Marek Minář            | OK 99 Hradec Králové Daniel Vandas Jan Petržela Pavel Kubát          | SK Severka Šumperk Martin Poklop Marek Schuster Vojtěch Král            | OK 99 Hradec Králové Tereza Novotná Barbora Chaloupská Denisa Kosová         | OK Kamenice Monika Doležalová Petra Landovská Tereza Čechová                       | OOB TJ Slovan Luhačovice Magdalena Hájková Martina Jirčáková Vendula Horčičková                                                    |
| MČR 2020                                      | Orientační Běh Opava, Jakubčovice                           | SK Žabovřesky Brno Ondřej Hlaváč Miloš Nykodým Marek Minář           | OK 99 Hradec Králové Daniel Vandas Jan Petržela Pavel Kubát          | SK Severka Šumperk Martin Poklop Marek Schuster Vojtěch Král            | OK 99 Hradec Králové Tereza Novotná Barbora Chaloupská Denisa Kosová         | OK Lokomotiva Pardubice Jana Peterová Martina Zvěřinová Jana Knapová               | OK Slavia Hradec Králové Karolína Teplá Nikola Thýnová Lenka Mechlová                                                              |
| MČR 2021                                      | Orientační Běh Opava, Kobylá nad Vidnavkou                  | SK Žabovřesky Brno Pavel Brlica Marek Minář Miloš Nykodým            | OK 99 Hradec Králové Baptiste Rollier Jan Petržela Pavel Kubát       | OK Lokomotiva Pardubice Matěj Kamenický Martin Roudný Tomáš Kubelka     | OK 99 Hradec Králové Adéla Vandasová Tereza Kosová Denisa Kosová             | OK Lokomotiva Pardubice Iveta Šístková Jana Peterová Jana Stehlíková               | OOB TJ Turnov Patricia Nieke Iva Rufferová Michaela Omová                                                                          |
| MČR 2022                                      | OK 99 Hradec Králové, Hajnice - Výšinka                     | OK 99 Hradec Králové Daniel Vandas Jan Petržela Jakub Chaloupský     | SK Žabovřesky Brno Marek Minář Ondřej Hlaváč Miloš Nykodým           | OOB TJ Slovan Luhačovice Adam Chloupek Vojtěch Sýkora Jonáš Hubáček     | OK 99 Hradec Králové Tereza Kosová Adéla Vandasová Denisa Kosová             | OOB TJ Slovan Luhačovice Michaela Dittrichová Martina Jirčáková Vendula Horčičková | SK Žabovřesky Brno Gabriela Hiršová Adéla Finstrlová Johanka Šimková                                                               |
| MČR 2023                                      | OK Lokomotiva Pardubice, Krouna                             | SK Žabovřesky Brno Jáchym Coufal Marek Minář Miloš Nykodým           | OK 99 Hradec Králové Jan Petržela Daniel Vandas Jakub Chaloupský     | OOB TJ Slovan Luhačovice Adam Chloupek Vojtěch Sýkora Jonáš Hubáček     | OK Kamenice Monika Doležalová Lucie Semíková Tereza Čechová                  | OK 99 Hradec Králové Adéla Vandasová Barbora Chaloupská Denisa Kosová              | SK Severka Šumperk Lenka Petrželová Anna Fürstová Tereza Janošíková                                                                |
| MČR 2024                                      | SKOB Zlín, Vacenovice                                       | OK 99 Hradec Králové Ondřej Metelka Jakub Chaloupský Daniel Vandas   | OK Kamenice Jan Gajda Jakub Glonek Ota Škvor                         | OK Lokomotiva Pardubice Matěj Kamenický Tomáš Kubelka Martin Roudný     | OK 99 Hradec Králové Adéla Vandasová Tereza Kosová Denisa Králová            | OOB TJ Slovan Luhačovice Martina Jirčáková Michaela Dittrichová Vendula Rusá       | KOS TJ Tesla Brno Tereza Korpasová Tamara Miklušová Markéta Mulíčková                                                              |

## Medailové pořadí klubů na MČR štafet
Pořadí závodníků podle získaných medailí (tzv. olympijského hodnocení) v hlavní mužské a ženské kategorii (H21 a D21) na Mistrovství ČR štafet v letech 1993 až 2024 (včetně).
| Medailové pořadí klubů na MČR: H21 - muži | Medailové pořadí klubů na MČR: H21 - muži | Medailové pořadí klubů na MČR: H21 - muži | Medailové pořadí klubů na MČR: H21 - muži | Medailové pořadí klubů na MČR: H21 - muži |
| Klub                                      | 1. místo                                  | 2. místo                                  | 3. místo                                  | Celkem                                    |
| ----------------------------------------- | ----------------------------------------- | ----------------------------------------- | ----------------------------------------- | ----------------------------------------- |
| OK 99 Hradec Králové                      | 7                                         | 10                                        | 1                                         | 18                                        |
| SK Žabovřesky Brno                        | 6                                         | 5                                         | 5                                         | 16                                        |
| SK Praga                                  | 6                                         | 2                                         | 3                                         | 11                                        |
| Dukla Liberec                             | 6                                         | 0                                         | 1                                         | 7                                         |
| USK Praha                                 | 3                                         | 3                                         | 2                                         | 8                                         |
| SKOB Zlín                                 | 3                                         | 3                                         | 1                                         | 7                                         |
| OK Slavia Hradec Králové                  | 2                                         | 1                                         | 1                                         | 4                                         |
| OK Lokomotiva Pardubice                   | 1                                         | 1                                         | 2                                         | 4                                         |
| KOS Tesla Brno                            | 0                                         | 1                                         | 1                                         | 2                                         |
| VŠB TU Ostrava                            | 0                                         | 1                                         | 0                                         | 1                                         |
| TJ Turnov                                 | 0                                         | 1                                         | 0                                         | 1                                         |
| OK Kamenice                               | 0                                         | 1                                         | 0                                         | 1                                         |
| Sportcentrum Jičín                        | 0                                         | 0                                         | 4                                         | 4                                         |
| SK Severka Šumperk                        | 0                                         | 0                                         | 3                                         | 3                                         |
| OOB TJ Slovan Luhačovice                  | 0                                         | 0                                         | 2                                         | 2                                         |
| OK 24 Praha                               | 0                                         | 0                                         | 1                                         | 1                                         |
| Silicon Graphics Brno                     | 0                                         | 0                                         | 1                                         | 1                                         |
| OK Jihlava                                | 0                                         | 0                                         | 1                                         | 1                                         |
| Orientační Běh Opava                      | 0                                         | 0                                         | 1                                         | 1                                         |

| Medailové pořadí klubů na MČR: D21 - ženy | Medailové pořadí klubů na MČR: D21 - ženy | Medailové pořadí klubů na MČR: D21 - ženy | Medailové pořadí klubů na MČR: D21 - ženy | Medailové pořadí klubů na MČR: D21 - ženy |
| Klub                                      | 1. místo                                  | 2. místo                                  | 3. místo                                  | Celkem                                    |
| ----------------------------------------- | ----------------------------------------- | ----------------------------------------- | ----------------------------------------- | ----------------------------------------- |
| OK Lokomotiva Pardubice                   | 8                                         | 4                                         | 4                                         | 16                                        |
| OK 99 Hradec Králové                      | 7                                         | 4                                         | 5                                         | 16                                        |
| SK Žabovřesky Brno                        | 3                                         | 3                                         | 2                                         | 8                                         |
| KOS Tesla Brno                            | 3                                         | 2                                         | 2                                         | 7                                         |
| TJ TŽ Třinec                              | 2                                         | 2                                         | 0                                         | 4                                         |
| Slezská univerzita Ostrava                | 2                                         | 0                                         | 0                                         | 2                                         |
| Sportcentrum Jičín                        | 1                                         | 3                                         | 4                                         | 8                                         |
| OOB TJ Turnov                             | 1                                         | 1                                         | 2                                         | 4                                         |
| Oddíl OB Kotlářka                         | 1                                         | 1                                         | 1                                         | 3                                         |
| OK Kamenice                               | 1                                         | 1                                         | 0                                         | 2                                         |
| SOOB Spartak Rychnov n.Kn.                | 1                                         | 0                                         | 3                                         | 4                                         |
| OK Jiskra Nový Bor                        | 1                                         | 0                                         | 1                                         | 2                                         |
| SK Severka Šumperk                        | 1                                         | 0                                         | 1                                         | 2                                         |
| SOB Olomouc                               | 1                                         | 0                                         | 0                                         | 1                                         |
| USK Praha                                 | 0                                         | 3                                         | 2                                         | 5                                         |
| SK Praga                                  | 0                                         | 2                                         | 1                                         | 3                                         |
| OOB TJ Slovan Luhačovice                  | 0                                         | 2                                         | 1                                         | 3                                         |
| SKOB Ostrava                              | 0                                         | 1                                         | 1                                         | 2                                         |
| OK Slavia Hradec Králové                  | 0                                         | 1                                         | 1                                         | 2                                         |
| Silicon Graphics Brno                     | 0                                         | 1                                         | 0                                         | 1                                         |
| VSK VŠB TU Ostrava                        | 0                                         | 0                                         | 1                                         | 1                                         |